# Задняя (приток Чалны)
Задняя — река в России, протекает по Пряжинскому району Карелии.
Исток — Нижнее Падозеро, течёт на восток мимо садоводческого массива, параллельно шоссе Петрозаводск — Суоярви. Устье реки находится в 7 км по правому берегу реки Чална, севернее посёлка Чална.
Длина реки составляет 13 км, площадь водосборного бассейна — 222 км².

## Данные водного реестра
По данным государственного водного реестра России относится к Балтийскому бассейновому округу, водохозяйственный участок реки — Шуя, речной подбассейн реки — Свирь (включая реки бассейна Онежского озера). Относится к речному бассейну реки Нева (включая бассейны рек Онежского и Ладожского озера).
Код объекта в государственном водном реестре — 01040100112102000014684.

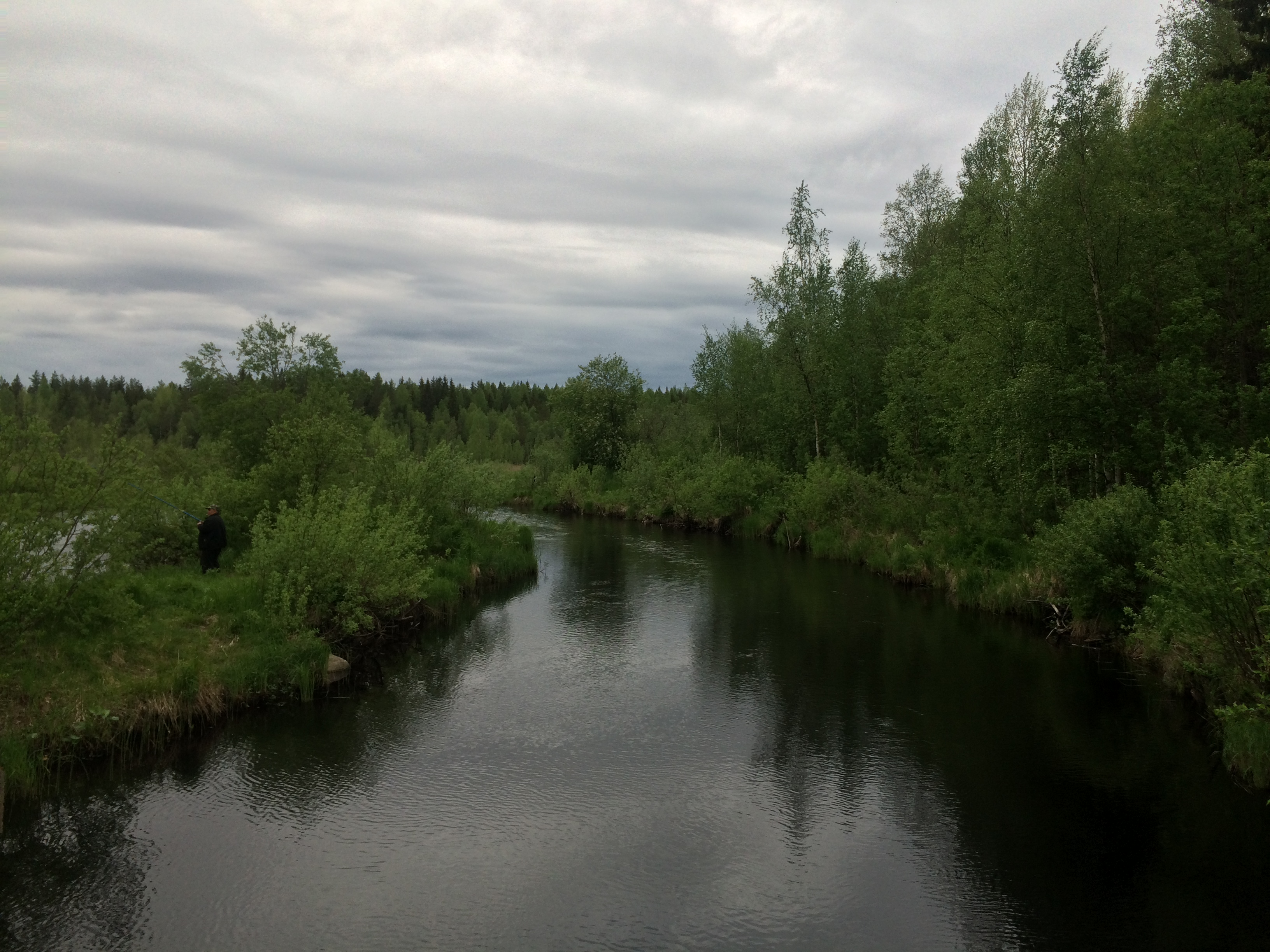
Вид с автомобильного моста
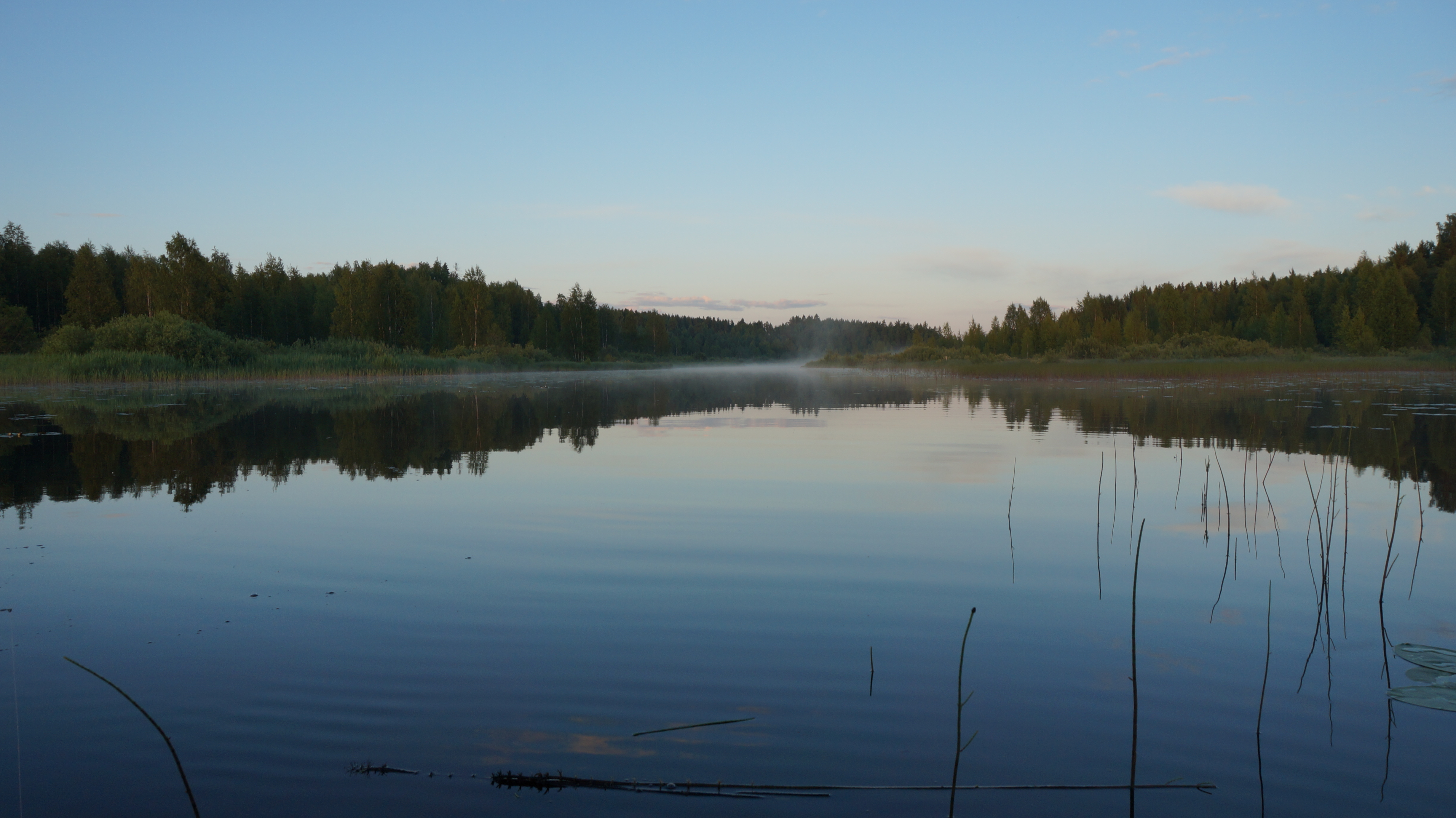
Исток реки